# Крюков Олександр Вікторович
Олекса́ндр Ві́кторович Крю́ков — старший сержант Збройних сил України, учасник російсько-української війни.

## З життєпису
23 квітня 2019 року терористи задля виявлення системи вогню взводного опорного пункту українських сил поблизу Мар'їнки під прикриттям вогню з великокаліберних кулеметів та стрілецької зброї намагалися здійснити розвідку боєм. Головний сержант розвідувального взводу Олександр Крюков помітив це переміщення в смузі забезпечення підрозділу та з побратимами відкрив вогонь, примусивши противника відступити. Терористи одночасно зі своїм відступом посилили обстріл опорного пункту — із застосуванням автоматичних станкових й ручних протитанкових гранатометів. Старший сержант Крюков зазнав поранення.

## Нагороди та вшанування
- Указом Президента України № 846/2019 від 14 листопада 2019 року за «особисту мужність і самовідданість, виявлені під час бойових дій та при виконанні службового обов'язку» нагороджений орденом «За мужність» III ступеня[1].